# 984
Cette page concerne l'année 984  du calendrier julien. Pour l'année 984 av. J.-C., voir 984 av. J.-C.
L'année 984 est une année bissextile qui commence un mardi.

## Événements
- 26 mars : le duc de Bavière Henri le Querelleur est proclamé roi à Quedlinbourg[1]. Sous prétexte de servir de tuteur à Otton III, il se saisit du jeune prince âgé de trois ans et l'emmène à Magdebourg. Les seigneurs allemands parviennent à l'arracher de ses mains et à le rendre à sa mère Theophano et sa grand-mère Adélaïde, qui sont chargées de la régence[2].

- Avril : l’antipape Boniface VII revient à Rome accompagné d’une armée byzantine. Il fait enfermer et sans doute assassiner Jean XIV[3].

- Mai : Al-Mansur ben Bologhin devient gouverneur Ziride d’Ifriqiya (fin en 996)[4]. Sous son règne, les Omeyyades de Cordoue parviennent à s’implanter solidement au Maroc.
- Devant la révolte de ses sujets conduits par Bermude II, le roi de León Ramire III se retire à Astorga. Bermude II devient roi de León (fin de règne en 999)[5].

- 29 juin : paix de Rara (Rohrheim, près de Worms). Henri de Bavière restitue la couronne et remet Othon III entre les mains de sa mère, en présence de Willigis de Mayence et des partisans du jeune roi[1].

- 16 octobre : Adalbéron II  d'Ardennes est élu évêque de Metz. Son cousin Adalbéron le remplace comme évêque de Verdun[6].
- 19 octobre : paix de Worms conclue entre  Henri le Querelleur et les partisans d'Otton III grâce à la médiation de Béatrice de France[1].